# Parallel Hearts
'"Parallel Hearts"' er FictionJunctions første single. 
Titelsangen blev sunget af sangerne Yuriko Kaida, Keiko Kubota, Kaori Oda og Wakana Ootaki og blev anvendt som åbningssang i anima-filmen Pandora Hearts. Derimod blev den anden sang, "Hitomi no Chikara", sunget af Yuuka Nanri efter komponisten Yuki Kajiuras eget ønske.
Katalog number
VTCL – 35065

## Numre
| 1. | "Parallel Hearts"                                            | Yuki Kajiura | Pandora Hearts åbningstema | 4:46 |
| 2. | "Hitomi no Chikara (ひとみのちから, "Strength of the Eyes")" | Yuki Kajiura |                            | 5:20 |
| 3. | "Parallel Hearts: Instrumental"                              | Yuki Kajiura |                            | 4:46 |
| 4. | "Hitomi no Chikara: Instrumental"                            | Yuki Kajiura |                            | 5:19 |

## Hitlisteplaceringer
| Hitliste              | Bedste placering | Salg   | Tid på listen |
| --------------------- | ---------------- | ------ | ------------- |
| Oricon Weekly Singles | 20               | 14.546 | 12 uger       |